# Ochyrocera viridissima
Espèce
Ochyrocera viridissima est une espèce d'araignées aranéomorphes de la famille des Ochyroceratidae.

## Distribution
Cette espèce est endémique de Santa Catarina au Brésil,.

## Description
Le mâle holotype mesure 1,64 mm et la femelle paratype 1,25 mm.

## Publication originale
- Brignoli, 1974 : Ragni del Brasile I. Ochyrocera viridissima n. sp. (Araneae, Ochyroceratidae). Revue suisse Zoologie, vol. 81, p. 77-81 (texte intégral).